# Nils Otto Roland
Nils Otto Roland, född 23 augusti 1915 i Lidingö församling, Stockholms län, död där 14 mars 2010, var en svensk advokat.
Efter studentexamen vid läroverket i Söderhamn 1935 och reservofficersexamen 1941 blev Roland juris kandidat vid Uppsala universitet 1942. Han genomförde tingstjänstgöring i Södertörns domsaga 1943–1945 och var biträdande ombudsman vid Graningeverkens AB i Sollefteå 1945–1949. Han innehade advokatbyrå i Söderhamn från 1949 och var ledamot av Sveriges advokatsamfund 1951–2002. Han var auditör vid Hälsinge flygflottilj 1949–1980 och ledamot av barnavårdsnämnden i Söderhamn 1952–1955.
Roland utgav Från då till nu: berättelsen om en advokatbyrå (1999). Han är begravd på Lidingö kyrkogård.